# Ветошкин, Михаил Кузьмич
Михаи́л Кузьми́ч Вето́шкин (партийные псевдонимы — Кузьмич, Орлов, Иванов; 5 ноября 1884, с. Усолье, Иркутская губерния — 2 февраля 1958, Москва) — преподаватель средней и высшей школы, революционер-большевик, российский и советский государственный и партийный деятель, член Всероссийского учредительного собрания, председатель Киевского губревкома (в 1920 году), профессор МГУ.

## Биография
Родом из крестьян, отец был чернорабочим. Выпускник учительской семинарии. С 1903 года находился под политическим надзором.
С 1904 года — член РСДРП (б). Провёл в тюрьмах около трёх лет. В 1905—1906 годах служил учителем в Харбине.
В 1917 году окончил юридический факультет Петербургского университета. Преподавал право.
В 1917 году — депутат Вологодского Совета, редактор «Известий Вологодского Совета». Делегат I Всероссийского съезда Советов рабочих и солдатских депутатов. Гласный Вологодской городской думы (избран по объединённому списку РСДРП, ПСР и Бунда). 
В конце 1917 года был избран во Всероссийское учредительное собрание в Вологодском избирательном округе по списку № 2 (большевики). Согласно данным списков избирателей, жил в Вологде по адресу Обуховская, 32. Участник единственного заседания Учредительного собрания 5 января. После роспуска его участвовал, как делегат от Вологды, в VII съезде РКП(б), потом в IV Всероссийском съезде Советов (примыкал тогда к «левым коммунистам», на съезде Советов подписал декларацию против Брестского мирного договора).
После IV съезда Советов вернулся в Вологду, где до января 1920 года бессменно состоял председателем губисполкома и председателем губкома РКП(б). Был членом Реввоенсовета 6-й особой армии, действовавшей на Севере. От Вологодской организации участвовал в VIII и IX съездах РКП(б). В январе 1920 года был назначен членом Крымревкома и Крымобласткома РКП(б). Вёл партийную работу на Южном фронте (Мелитопольское направление). После наступления белых войск под командованием генерала Слащёва летом 1920 года и временного расформирования Крымревкома был назначен председателем киевского губревкома. Работая в Киеве, состоял членом губкома КП(б)У. В октябре 1920 года был отозван в Москву и назначен членом коллегии наркомата рабоче-крестьянской инспекции. Одновременно состоял членом Малого Совнаркома, а затем был заместителем председателя МСНК. В январе 1922 года был командирован в Харьков, где работал в течение 3 лет, занимал посты последовательно народного комиссара юстиции УССР, наркома РКИ УССР, председателя Всеукраинского Союза потребительских об-в (Вукоспілка).
В 1925—1941 годах — ответственный секретарь бюджетной комиссии ЦИК СССР. С 1944 года на научной и преподавательской работе. Профессор МГУ (1953), автор работ по истории революционного движения в России и истории КПСС.
Награждён орденом Ленина (30.12.1954).
Похоронен на Новодевичьем кладбище (участок №5, ряд 16, место 8).

## Истории
Сын близкого друга Ветошкина — писателя Павла Нилина — Александр в своих воспоминаниях сообщает некоторые обстоятельства его жизни. Ветошкин был заместителем И. В. Сталина — председателя т. н. Малого Совнаркома и в одно из редких посещений Сталиным своего кабинета попросил разрешения занимать его кабинет, когда тот пустует, для своих занятий. Сталин распорядился пускать Ветошкина в кабинет, «а то этот бездельник товарищ Сталин где-то ходит, а труженику негде заниматься делами». И Ветошкин сделался профессором МГУ, а не заместителем Председателя.

## Изображения
- На заседании Учредительного собрания 5 января 1918 г. (рис. Ю. К. Арцыбушева)
- Руководство Вологодской губернии (слева направо): председатель ревтрибунала К. Н. Бедняков, председатель губревкома М. К. Ветошкин, председатель губчека П. Н. Александров. Фотография 1918 года